# Préval (marque)
Pour les articles homonymes, voir Préval (homonymie).
 (mai 2022).
Si vous disposez d'ouvrages ou d'articles de référence ou si vous connaissez des sites web de qualité traitant du thème abordé ici, merci de compléter l'article en donnant les références utiles à sa vérifiabilité et en les liant à la section « Notes et références ».
Préval est le nom d'une ancienne marque française de produits laitiers industriels (beurre, lait, camembert). 

## Naissance de Préval
La société Préval naît en 1934, de la rencontre entre Georges Caillard (Le Mans 1882 - Neuilly-sur-Seine 1965), gestionnaire de portefeuilles d'assurances et Jean Lambert, dirigeant d'une coopérative laitière normande. Les usines Préval sont situées à Vire (Normandie) et les bureaux à Paris. Georges Caillard et Jean Lambert sont à l'origine d'une innovation majeure, l'application d'une méthode de pasteurisation aux produits laitiers. Cette méthode n'est pas très bien maîtrisée jusque-là, excepté par des agriculteurs laitiers danois (qui y travaillent dès la fin du XIXe siècle), et par les agriculteurs américains. Le beurre Préval n'est ainsi plus élaboré à partir du lait, mais directement à partir de la crème, permettant de transformer plus simplement et plus rapidement un beurre doux/demi-sel de meilleure qualité. Grand organisateur et publicitaire hors pair, Georges Caillard est à l'origine des premiers emballages papier ou cartonnés pour briques de lait, ainsi que des emballages pour le beurre commercialisé (les petits pots de beurre Chaperon rouge), à des fins d'hygiène et de conditionnement.

## L'après-guerre, les trente glorieuses et la disparition de Préval
La période de l'occupation allemande désorganise l'entreprise, mais Préval reprend son envol dans l'après-guerre. À la suite de la mort prématurée de Jean Lambert, dans un accident de la route en 1950, Georges Caillard reste seul dirigeant du groupe. Préval se situe dans les premières marques françaises de produits laitiers de l'époque. Homme très respectueux des conditions de travail de ses salariés, Georges Caillard est l'un des premiers dirigeants d'entreprise à instaurer un système équitable d'indemnités salariales, en cas de congés maladie. Ainsi, un salarié tombé malade perçoit la totalité de son salaire jusqu'à la reprise de son poste, ses collègues percevant une indemnité compensatrice, liée au surcroît effectif de travail. 
Il figure également parmi ces dirigeants d'entreprise précurseurs en matière de médecine du travail dans l'après-guerre. Un centre parisien de médecine du travail (situé dans le 4e, près de Châtelet-les-Halles) a ainsi vu le jour, le centre Saint-Jacques. Encore existant aujourd'hui, à la suite d'une fusion avec plusieurs autres centres parisiens, il a été intégré à Efficience santé au travail. 
L'entreprise Préval, au début des années 1960, compte plus de deux cents salariés, contre seulement une dizaine à sa création. Son siège technique est alors le site de Creully, dans le Calvados, et son siège administratif se situe rue Bonaparte à Paris. Le gaulliste et Ministre de l'Agriculture Robert Boulin, alors conseiller de la société, a un bureau au siège. La société compte une dizaine d'usines, parmi lesquelles : Audrieu, Creully, Montauban-de-Bretagne, Torigny-sur-Vire, Vire, Sourdeval ,... Georges Caillard, désireux de se retirer des affaires, revend Préval en 1964 à la marque Perrier. Perrier fusionne en 1969 avec Sapiem pour devenir Perrier-Sapiem. C'est dans la filiale Sapiem que Préval est regroupé. En 1976, Préval réalise 1,23 milliard de francs de chiffre d'affaires et emploie 2 000 personnes dans 8 usines. Préval est revendu par le groupe Perrier en 1977 au groupe Lactalis et ULN,, jusqu'à la fermeture du site historique de Vire en 1980 sous la direction de Hervé Battistoni.
En 1983, Lactalis tente d'acheter Préval,,,. C'est toutefois l'ULN qui la rachète.